# 蕭邦嶺
62°9′S 58°8′W / 62.150°S 58.133°W
蕭邦嶺（Chopin Ridge），是南極洲的山嶺，位於南設得蘭群島的喬治王島，海拔高度265米，以波蘭的作曲家弗雷德里克·蕭邦命名，現時由南極條約體系管理。